# Gibocercus (Amazonembia) sandrae
Gibocercus (Amazonembia) sandrae is een insectensoort uit de familie Archembiidae, die tot de orde webspinners (Embioptera) behoort. De soort komt voor in Ecuador.
Gibocercus (Amazonembia) sandrae is voor het eerst wetenschappelijk beschreven door Ross in 2001.